# Aemilia von Sachsen

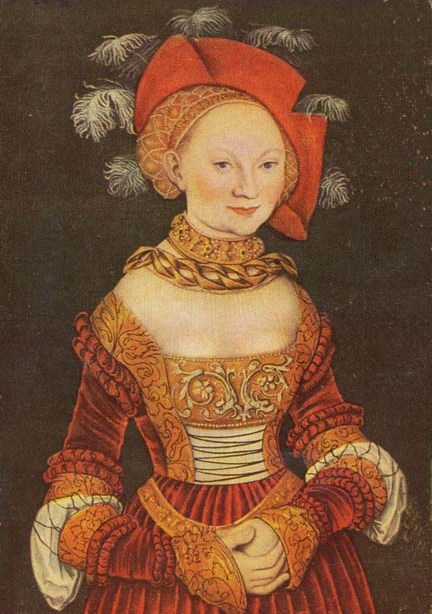
Lucas Cranach der Ältere: Aemilia von Sachsen, Ausschnitt aus einem Gemälde von 1535, Öl auf Pappelholz, Kunsthistorisches Museum, Wien

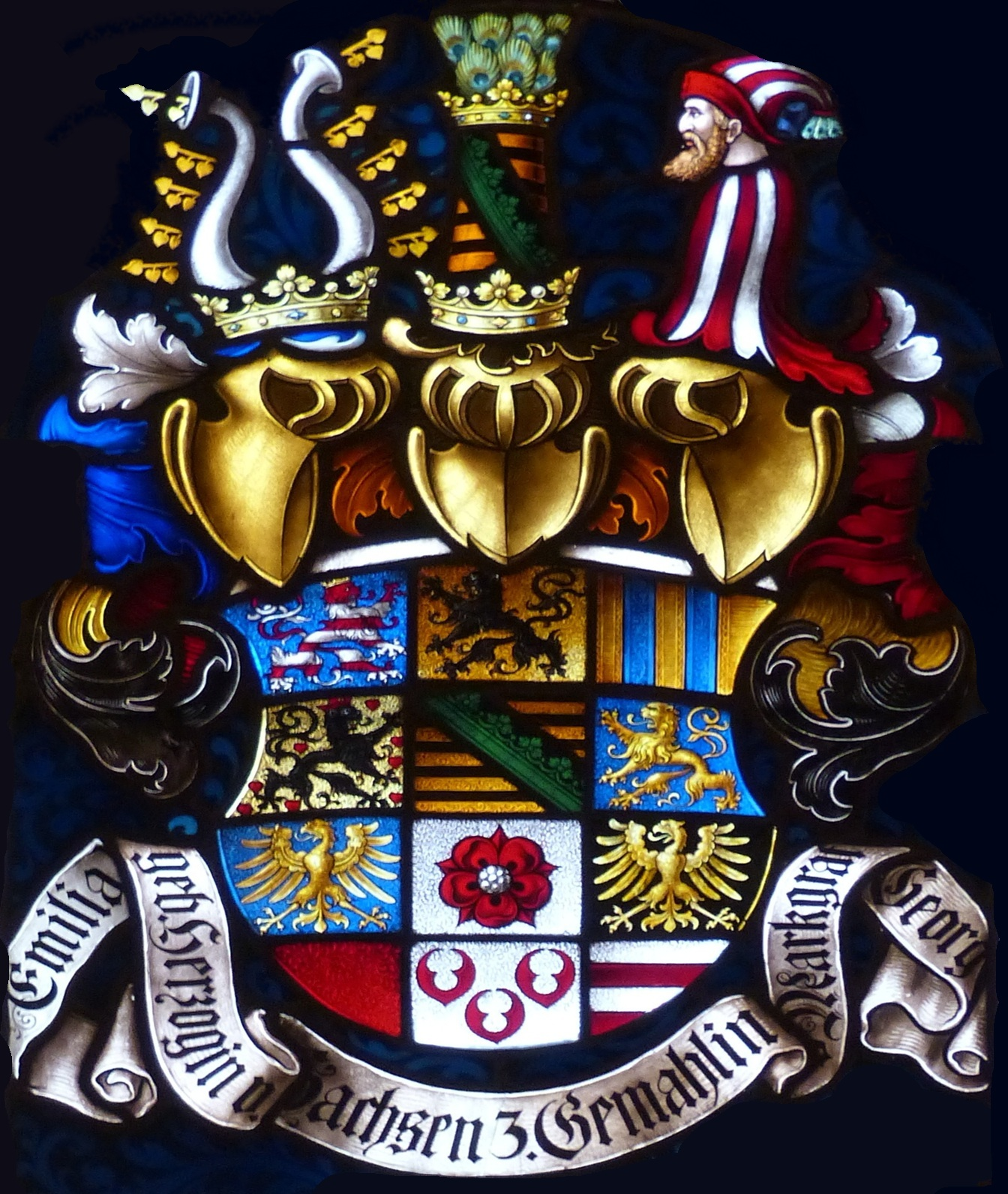
Wappen im Schloss Ratibor

Aemilia von Sachsen (* 27. Juli 1516 in Freiberg; † 9. April 1591 in Ansbach) war die dritte Frau des Ansbacher Markgrafen Georg der Fromme.

## Leben
Aemilia war eine Tochter des sächsischen Herzogs Heinrich und dessen Gemahlin Katharina von Mecklenburg; sie gehört damit der Familie der Wettiner an (siehe auch Stammliste des Hauses Wettin).
Sie heiratete am 25. August 1533 den deutlich älteren Markgrafen Georg, der als schlesischer Herzog anerkannt worden war und für den Sohn seines verstorbenen Bruders Kasimir auch Brandenburg-Kulmbach verwaltete. Für Georg war es die dritte Ehe, die den erhofften Erben Georg Friedrich hervorbrachte.
Nach dem Tod ihres Ehemanns war sie 1543–1556 Vormund ihres minderjährigen Sohnes Georg Friedrich, für dessen fundierte und humanistische Erziehung sie sorgte. Die Regentschaft in Brandenburg-Ansbach führten allerdings gemeinsam der Kurfürst von Sachsen Johann Friedrich I., der Markgraf von Brandenburg-Kulmbach Albrecht Alcibiades und Philipp der Großmütige, der Landgraf von Hessen. Aemilia, die als strenge Lutheranerin gegen den Katholizismus im Land vorging, wurde als klug, tugendhaft und gottesfürchtig beschrieben. Später zog sie sich auf ihren Witwensitz zurück.

## Nachkommen
Ihre Kinder mit Georg waren:
- Sophie (1535–1587)

⚭ 1560 Herzog Heinrich XI. von Liegnitz (1539–1588)
- Barbara (1536–1591)
- Dorothea Katharina (1538–1604)

⚭ 1556 Heinrich V. von Plauen, Burggraf von Meißen
- Georg Friedrich (1539–1603), Markgraf von Brandenburg-Ansbach

⚭ 1. 1558 Prinzessin Elisabeth von Brandenburg-Küstrin (1540–1578)
⚭ 2. 1579 Prinzessin Sophie von Braunschweig-Lüneburg (1563–1639)

## Vorfahren
| Ahnentafel Aemilia von Sachsen | Ahnentafel Aemilia von Sachsen                                                                       | Ahnentafel Aemilia von Sachsen                                                      | Ahnentafel Aemilia von Sachsen                                                      | Ahnentafel Aemilia von Sachsen                                                      | Ahnentafel Aemilia von Sachsen                                                                  | Ahnentafel Aemilia von Sachsen                                                             | Ahnentafel Aemilia von Sachsen                                                           | Ahnentafel Aemilia von Sachsen                                                           |
| ------------------------------ | --- | ----------------------------------------------------------------------------------- | ----------------------------------------------------------------------------------- | ----------------------------------------------------------------------------------- | ----------------------------------------------------------------------------------------------- | ------------------------------------------------------------------------------------------ | ---------------------------------------------------------------------------------------- | ---------------------------------------------------------------------------------------- |
| Ururgroßeltern                 | Kurfürst Friedrich I. von Sachsen (1370–1428) ⚭ 1402 Katharina von Braunschweig-Lüneburg (1395–1442) | Herzog Ernst der Eiserne (1377–1424) ⚭ 1412 Cimburgis von Masowien (1394/97–1429)   | Viktorin von Podiebrad (1403–1427) Anna von Wartenberg (1403–1427)                  | Smil von Sternberg (–1431) Barbara von Pardubitz (–1433)                            | Herzog Johann IV. zu Mecklenburg (1370–1422) ⚭ 1416 Katharina von Sachsen-Lauenburg (1400–1450) | Kurfürst Friedrich I. von Brandenburg (1371–1440) ⚭ 1401 Elisabeth von Bayern (1383–1442)  | Wartislaw IX. (1400–1457) ⚭ 1420 Sophia von Braunschweig-Lüneburg (–1462)                | ?                                                                                        |
| Urgroßeltern                   | Kurfürst Friedrich II. (1412–1464) ⚭ 1431 Margaretha von Österreich (1416–1486)                      | Kurfürst Friedrich II. (1412–1464) ⚭ 1431 Margaretha von Österreich (1416–1486)     | König Georg von Podiebrad (1420–1471) ⚭ 1441 Kunigunde von Sternberg (1425–1449)    | König Georg von Podiebrad (1420–1471) ⚭ 1441 Kunigunde von Sternberg (1425–1449)    | Herzog Heinrich IV. zu Mecklenburg (1417–1477) ⚭ 1432 Dorothea von Brandenburg (1420–1491)      | Herzog Heinrich IV. zu Mecklenburg (1417–1477) ⚭ 1432 Dorothea von Brandenburg (1420–1491) | Erich II. von Pommern-Wolgast (1425–1474) ⚭ 1451 Sophia von Pommern-Stolp (um 1435–1497) | Erich II. von Pommern-Wolgast (1425–1474) ⚭ 1451 Sophia von Pommern-Stolp (um 1435–1497) |
| Großeltern                     | Herzog Albrecht der Beherzte (1443–1500) ⚭ 1464 Sidonie von Böhmen (1449–1510)                       | Herzog Albrecht der Beherzte (1443–1500) ⚭ 1464 Sidonie von Böhmen (1449–1510)      | Herzog Albrecht der Beherzte (1443–1500) ⚭ 1464 Sidonie von Böhmen (1449–1510)      | Herzog Albrecht der Beherzte (1443–1500) ⚭ 1464 Sidonie von Böhmen (1449–1510)      | Herzog Magnus II. (1441–1503) ⚭ 1478 Sophie von Pommern (1460–1504)                             | Herzog Magnus II. (1441–1503) ⚭ 1478 Sophie von Pommern (1460–1504)                        | Herzog Magnus II. (1441–1503) ⚭ 1478 Sophie von Pommern (1460–1504)                      | Herzog Magnus II. (1441–1503) ⚭ 1478 Sophie von Pommern (1460–1504)                      |
| Eltern                         | Herzog Heinrich der Fromme (1473–1541) ⚭ 1512 Katharina von Mecklenburg (1487–1561)                  | Herzog Heinrich der Fromme (1473–1541) ⚭ 1512 Katharina von Mecklenburg (1487–1561) | Herzog Heinrich der Fromme (1473–1541) ⚭ 1512 Katharina von Mecklenburg (1487–1561) | Herzog Heinrich der Fromme (1473–1541) ⚭ 1512 Katharina von Mecklenburg (1487–1561) | Herzog Heinrich der Fromme (1473–1541) ⚭ 1512 Katharina von Mecklenburg (1487–1561)             | Herzog Heinrich der Fromme (1473–1541) ⚭ 1512 Katharina von Mecklenburg (1487–1561)        | Herzog Heinrich der Fromme (1473–1541) ⚭ 1512 Katharina von Mecklenburg (1487–1561)      | Herzog Heinrich der Fromme (1473–1541) ⚭ 1512 Katharina von Mecklenburg (1487–1561)      |
| Aemilia von Sachsen            | |                                                                                     |                                                                                     |                                                                                     |                                                                                                 |                                                                                            |                                                                                          |                                                                                          |